# Smethwick
Smethwick [ˈsmɛðɪk] ist eine in den West Midlands von England gelegene Stadt. Sie grenzt an Birmingham und West Bromwich.
Smethwick war ursprünglich ein städtischer Distrikt und seit 1894 ein Municipal Borough im County von Staffordshire. 1907 wurde es ein County Borough, das der bisherigen County-Verwaltung nur mehr in Polizeiangelegenheiten unterstand. 1966 wurde Smethwick mit der westlich angrenzenden Stadt Oldbury und mit Rowley Regis zum County Borough von Warley zusammengeschlossen. Warley wiederum fusionierte 1974 mit West Bromwich zum Metropolitan Borough Sandwell. Oldbury-Smethwick hat 139.529 Einwohner (2006).
Smethwick wurde bereits im Domesday Book als Smedeuuich erwähnt. Bis ins späte 18. Jahrhundert war Smethwick ein zur Gemeinde Harborne gehöriger Weiler. Im 18. Jahrhundert erfolgte dann der Aufschwung der Gemeinde durch den Bau mehrerer Kanäle. Matthew Boulton und James Watt errichteten in Smethwick Ende des 18. Jahrhunderts eine Gießerei, die 1802 von William Murdoch mit einer Gasbeleuchtung ausgestattet wurde. In Smethwick, nahe der Bridge Street, stand ursprünglich auch die älteste Arbeitsmaschine der Welt, die von Boulton und Watt erbaute Smethwick Engine; heute steht sie im neuen Wissenschaftsmuseum von Birmingham, dem Thinktank. 1829 entstand die Galton Bridge, die einen Kanal und eine Eisenbahnlinie überbrückt und mit einer Spannweite von 46 Metern seinerzeit die längste einbogige Brücke der Welt war. In Smethwick entstand auch eine Waggonbaufabrik, ein Werk der Firma Guest Keen and Nettlefolds, in dem unter anderem Schrauben produziert wurden, die Maschinenbaufabrik Tangye, sowie eine Reihe weiterer Industriebetriebe.
Das in Smethwick gelegene und 2022 eröffnete Sandwell Aquatics Centre war Austragungsort der Schwimmsportwettbewerbe bei den Commonwealth Games 2022 in Birmingham.

## Söhne der Stadt
- Oswald Rayner (1888–1961), Geheimagent
- Billy Adams (1902–1953), Fußballspieler
- Patrick Cowdell (* 1953), Boxsportler
- Lee Hughes (* 1976), Fußballspieler